# Memòria cau
La memòria cau, o memòria cache (en francès i anglès), és una memòria d'alta velocitat instal·lada en el mateix processador i en la qual s'emmagatzemen les dades que el microprocessador necessita utilitzar immediatament i aquelles que són llegides amb més freqüència.
Aquesta memòria augmenta notòriament la velocitat de funcionament de l'ordinador.
En el moment que el microprocessador necessita una dada, la va a buscar
a aquesta memòria ultra-ràpida; en el cas que no la trobés, la buscaria
a la memòria RAM; finalment, en cas que tampoc la trobés allà i el sistema operatiu suportés memòria virtual, accediria al disc dur. S'ha de tenir en compte que la memòria RAM és aproximadament unes 10 vegades més lenta, per la qual cosa el microprocessador podria quedar bloquejat si intentés extreure totes les dades directament de la RAM.
També existeix el concepte de nivells de memòria cau. Cadascun dels nivells posseeix una memòria cau. Així doncs, quan el processador necessita una dada, la buscarà al primer nivell de memòria cau, si no la troba la buscarà en el següent nivell, i així successivament fins que la trobi. El primer nivell de memòria cau és menut però molt ràpid, el segon és més gran però més lent i així successivament.
En l'actualitat, els processadors comercials incorporen fins a dos nivells de memòria cau, però n'hi ha destinats per a servidors que en porten fins a tres.

## Composició interna
La memòria cau està estructurada per cel·les, on cada cel·la emmagatzema un byte. L'entitat bàsica d'emmagatzematge la conformen les files, anomenats també línies de cache. Per exemple, una cache L2 de 512 KB es distribuïx en 16.384 files i 63 columnes.
Quan es copia o s'escriu informació de la RAM per cada moviment sempre cobreix una línia de cau.
La memòria cau té incorporat un espai d'emmagatzematge anomenat Tag RAM, que indica a quina porció de la RAM es troba associada cada línia de cache, és a dir, traduïx una adreça de RAM en una línia de cau concreta.